# Urugwaj na Letnich Igrzyskach Olimpijskich 2004
Urugwaj na XXVIII Letnich Igrzyskach Olimpijskich w Atenach reprezentowało 15 sportowców (13 mężczyzn, 2 kobiety). Kraj ten wystąpił na letnich igrzyskach olimpijskich po raz siedemnasty.

## Reprezentanci

### Kajakarstwo

#### Mężczyźni
| Zawodnik               | Konkurencja | Eliminacje | Eliminacje | Półfinały | Półfinały | Finał | Finał   | Źródło |
| Zawodnik               | Konkurencja | Czas       | Pozycja    | Czas      | Pozycja   | Czas  | Pozycja | Źródło |
| ---------------------- | ----------- | ---------- | ---------- | --------- | --------- | ----- | ------- | ------ |
| Darwin Correa Kaminski | C-1 500 m   | 2:02.014   | 7. (QSF)   | 1:58.727  | 7.        | NQ    | NQ      | [ 1 ]  |
| Darwin Correa Kaminski | C-1 1000 m  | 4:27.115   | 6. (QSF)   | 4:22.096  | 7.        | NQ    | NQ      | [ 2 ]  |

### Kolarstwo

#### Kolarstwo torowe

##### Mężczyźni
| Zawodnik                                     | Konkurencja     | Punkty (okrążenia) | Pozycja | Źródło |
| -------------------------------------------- | --------------- | ------------------ | ------- | ------ |
| Milton Wynants Vázquez                       | Wyścig punktowy | 46 pkt (-2 okr.)   | 9.      | [ 3 ]  |
| Tomás Margalef Dolara Milton Wynants Vázquez | Madison         | 3 pkt (-1 okr.)    | 10.     | [ 4 ]  |

### Lekkoatletyka

#### Konkurencje biegowe

##### Mężczyźni
| Zawodnik             | Konkurencja | Eliminacje | Eliminacje | Ćwierćfinały | Ćwierćfinały | Półfinał | Półfinał | Finał | Finał   | Źródło |
| Zawodnik             | Konkurencja | Czas       | Pozycja    | Czas         | Pozycja      | Czas     | Pozycja  | Czas  | Pozycja | Źródło |
| -------------------- | ----------- | ---------- | ---------- | ------------ | ------------ | -------- | -------- | ----- | ------- | ------ |
| Heber Viera da Silva | 200 m       | 20.94      | 5.         | NQ           | NQ           | NQ       | NQ       | NQ    | NQ      | [ 5 ]  |
| Andrés Silva Lemos   | 400 m       | 46.48      | 6.         | —            | —            | NQ       | NQ       | NQ    | NQ      | [ 6 ]  |

##### Kobiety
| Zawodnik             | Konkurencja | Eliminacje | Eliminacje | Półfinał | Półfinał | Finał | Finał   | Źródło |
| Zawodnik             | Konkurencja | Czas       | Pozycja    | Czas     | Pozycja  | Czas  | Pozycja | Źródło |
| -------------------- | ----------- | ---------- | ---------- | -------- | -------- | ----- | ------- | ------ |
| Elena Guerra Barbero | 1500 m      | 4:35.31    | 14.        | NQ       | NQ       | NQ    | NQ      | [ 7 ]  |

### Pływanie

#### Mężczyźni
| Zawodnik                | Konkurencja           | Eliminacje | Eliminacje | Półfinał | Półfinał | Finał | Finał   | Źródło |
| Zawodnik                | Konkurencja           | Czas       | Pozycja    | Czas     | Pozycja  | Czas  | Pozycja | Źródło |
| ----------------------- | --------------------- | ---------- | ---------- | -------- | -------- | ----- | ------- | ------ |
| José Mafio Plada        | 50 m stylem dowolnym  | 23.58      | 50.        | NQ       | NQ       | NQ    | NQ      | [ 8 ]  |
| Paul Kutscher Belgeri   | 100 m stylem dowolnym | 51.45      | 41.        | NQ       | NQ       | NQ    | NQ      | [ 9 ]  |
| Martín Kutscher Belgeri | 200 m stylem dowolnym | 1:53.91    | 45.        | NQ       | NQ       | NQ    | NQ      | [ 10 ] |
| Martín Kutscher Belgeri | 400 m stylem dowolnym | 4:03.21    | 39.        | NQ       | NQ       | NQ    | NQ      | [ 10 ] |

#### Kobiety
| Zawodnik          | Konkurencja              | Eliminacje | Eliminacje | Półfinał | Półfinał | Finał | Finał   | Źródło |
| Zawodnik          | Konkurencja              | Czas       | Pozycja    | Czas     | Pozycja  | Czas  | Pozycja | Źródło |
| ----------------- | ------------------------ | ---------- | ---------- | -------- | -------- | ----- | ------- | ------ |
| Serrana Fernández | 100 m stylem grzbietowym | 1:05.51    | 35.        | NQ       | NQ       | NQ    | NQ      | [ 11 ] |

### Wioślarstwo

#### Mężczyźni
| Zawodnik                                     | Konkurencja                  | Eliminacje | Eliminacje | Repasaże o półfinał | Repasaże o półfinał | Półfinał A/B/C/D | Półfinał A/B/C/D | Finał A/B/C/D/E | Finał A/B/C/D/E | Pozycja | Źródło |
| Zawodnik                                     | Konkurencja                  | Czas       | Pozycja    | Czas                | Pozycja             | Czas             | Pozycja          | Czas            | Pozycja         | Pozycja | Źródło |
| -------------------------------------------- | ---------------------------- | ---------- | ---------- | ------------------- | ------------------- | ---------------- | ---------------- | --------------- | --------------- | ------- | ------ |
| Leandro Salvagno Rattaro                     | Jedynka                      | 7:43.91    | 5.         | 7:02.68             | 3. (QC/D)           | 7:24.41          | 1. (QD)          | 7:01.33         | 2               | 20.     | [ 1 ]  |
| Rodolfo Collazo Tourn José Reboledo Píñeyrua | Dwójka podwójna wagi lekkiej | 6:29.20    | 5.         | 6:30.23             | 3. (QC/D)           | 6:29.39          | 3. (QC)          | 7:03.72         | 6.              | 18.     | [ 2 ]  |

### Żeglarstwo

#### Mężczyźni
| Zawodnik               | Klasa | Pozycja | Pozycja | Pozycja | Pozycja | Pozycja | Pozycja | Pozycja | Pozycja | Pozycja      | Pozycja | Pozycja | Suma    | Pozycja | Źródło |
| Zawodnik               | Klasa | 1       | 2       | 3       | 4       | 5       | 6       | 7       | 8       | 9            | 10      | 11      | Suma    | Pozycja | Źródło |
| ---------------------- | ----- | ------- | ------- | ------- | ------- | ------- | ------- | ------- | ------- | ------------ | ------- | ------- | ------- | ------- | ------ |
| Angel Segura Castilla  | RS:X  | 30.     | 32.     | 31.     | 31.     | 29.     | 28.     | 31.     | 25.     | 31.          | 29.     | 29.     | 294 pkt | 32.     | [ 12 ] |
| Alejandro Foglia Costa | Laser | 26.     | 31.     | 17.     | 33.     | 23.     | 23.     | 35.     | 29.     | 33. (32 pkt) | 34.     | 29.     | 277 pkt | 34.     | [ 13 ] |